# جايسون فرايدبيرغ
جايسون فرايدبيرغ (بالإنجليزية: Jason Friedberg)‏ هو كاتب سيناريو ومنتج أفلام أمريكي، ولد في 13 أكتوبر 1971 في نيوآرك في الولايات المتحدة.

## وصلات خارجية
- جايسون فرايدبيرغ على موقع IMDb (الإنجليزية)
- جايسون فرايدبيرغ على موقع ألو سيني (الفرنسية)
- جايسون فرايدبيرغ على موقع أول موفي (الإنجليزية)
- جايسون فرايدبيرغ على موقع بوكس أوفيس موجو (الإنجليزية)
- جايسون فرايدبيرغ على موقع قاعدة بيانات الأفلام السويدية (السويدية)
- جايسون فرايدبيرغ على موقع قاعدة بيانات الفيلم (الإنجليزية)
- جايسون فرايدبيرغ على موقع كينوبويسك (الروسية)